# Денер Асунсан Брас
Денер Асунсан Брас (порт. Dener Assunção Braz, нар. 28 червня 1991, Баже — пом. 28 листопада 2016, Ла-Уніон) — бразильський футболіст, що грав на позиції захисника. Загинув в авіакатастрофі Avro RJ85 над Колумбією.

## Ігрова кар'єра
Народився 28 червня 1991 року в місті Баже. Вихованець школи «Греміо». Дебютував за першу команду 20 січня 2011 року, вийшовши на заміну в матчі Ліги Гаушу  проти «Іпіранги» (1:1).
Не пробившись до основи рідного клубу, Денер здавався в оренду в нижчолігові клуби «Веранополіс», «Віторія» та «Кашіас», після чого 13 січня 2014 року підписав постійний контракт на один рік з «Ітуано» . У новому клубі Денер став основним гравцем і пропустив лише один матч в Лізі Пауліста і допоміг команді стати чемпіоном штату.
17 квітня 2014 року Денер став гравцем «Корітіби», у складі якої дебютував у Серії А 11 травня, замінивши Карліньйоса в домашньому матчі проти «Спорт Ресіфі» і забив свій перший професійний гол у кінці місяця в грі проти «Гояса» (3:0).
23 грудня 2014 року Денер був відданий в оренду на сезон клубу «Шапекоенсе», по завершенні якого футболіст підписав постійний трирічний контракт з клубом. Разом з «Шапе» Денер виграв чемпіонат штату Санта-Катаріна, а також дійшов до першого в історії клубу фіналу міжнародного турніру — Південноамериканського кубка.
28 листопада 2016 року Денер загинув у авіакатастрофі під Медельїном разом з практично всім складом і тренерським штабом клубу в повному складі, який летів на перший фінальний матч ПАК-2016 із «Атлетіко Насьйоналем».

## Титули та досягнення
- Чемпіон штату Сан-Паулу (1): 2014
- Чемпіон штату Санта-Катаріна (1): 2016
- Володар Південноамериканського кубка (1): 2016 (посмертно, на прохання суперників[10])